# Гамбаро, Джузеппе Мария
Джузеппе Мария Гамбаро (итал. Giuseppe Maria Gambaro, 7 августа 1869, Галлиате, Пьемонт — 7 июля 1900, Хэнъян, империя Цин) — святой Римско-католической церкви, священник из монашеского ордена францисканцев, миссионер, мученик.

## Биография
В 1896 году Джузеппе Мария Гамбаро прибыл на миссионерскую деятельность в Китай, где начал заниматься духовной подготовкой местных кандидатов для вступления в католическую семинарию. Во время ихэтуаньского восстания в 1899—1900 гг. в Китае последователи христианства подверглись жестоким гонениям со стороны повстанцев. 6 июля 1900 года Джузеппе Мария Гамбаро, возвращаясь речным путём на лодке по реке до Хэнъяна вместе с епископом Антонино Фантозати, узнал о гибели священника Чезидио Джакомантонио и сожжении католического храма. Пристав к берегу, он вместе с Антонино Фантозати был избит до смерти камнями местными жителями, примкнувшими к повстанцам.

## Прославление
Джузеппе Мария Гамбаро был беатифицирован 27 ноября 1946 года папой Пием XII и канонизирован 1 октября 2000 года папой Иоанном Павлом II вместе с группой 120 китайских мучеников.
День памяти в Католической Церкви — 9 июля.